# Южно-Кузбасская ветвь Западно-Сибирской железной дороги
Южно-Кузбасская ветвь Западно-Сибирской железной дороги — железнодорожная линия, соединяющая Новокузнецк c городами и посёлками юга Кемеровской области. Строительство началось в 1929 и закончилось в начале 1941 года.
Электрифицирована с 1971 года.
В настоящее время является частью Кузбасского отделения Западно-Сибирской железной дороги. Нумерация километров начинается от станции Юрга на Транссибе (0 км), Новокузнецк — 380 км.
Проходит по территории Куйбышевского района Новокузнецка (до Абагуровского), городов Калтан (от Шушталепа до Малиновки) и Осинники, Сосновского от родников до Ашмарино, Куртуковского (от Малиновки до Пионерлагеря), Кузедеевской, Сосновской, Куртуковской территорий Новокузнецкого района, Мундыбашского, Темиртауского, Казского, Таштагольского городских и Каларского сельского поселения Таштагольского района.

## История

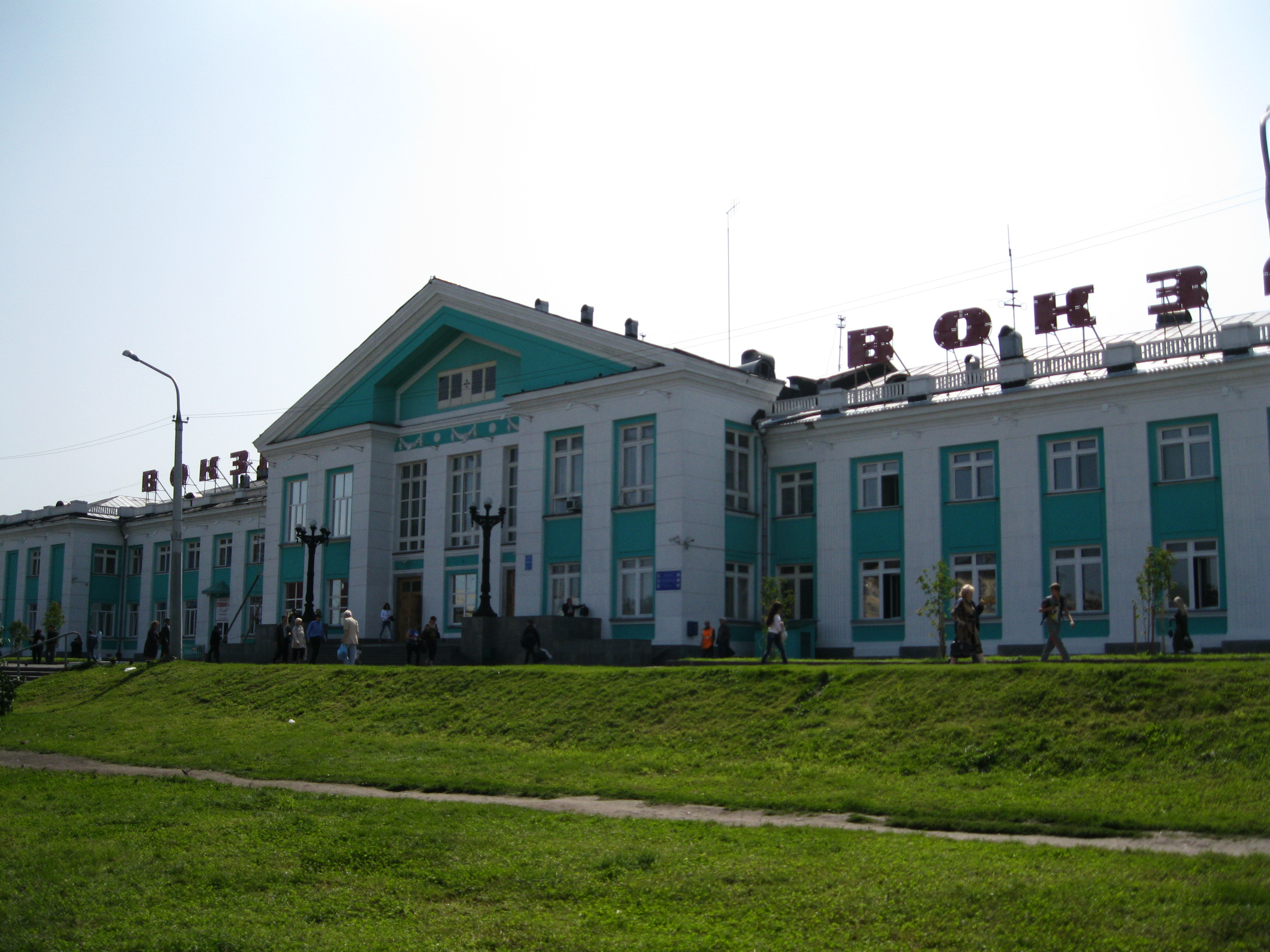
Новокузнецк-Пассажирский (вокзал)

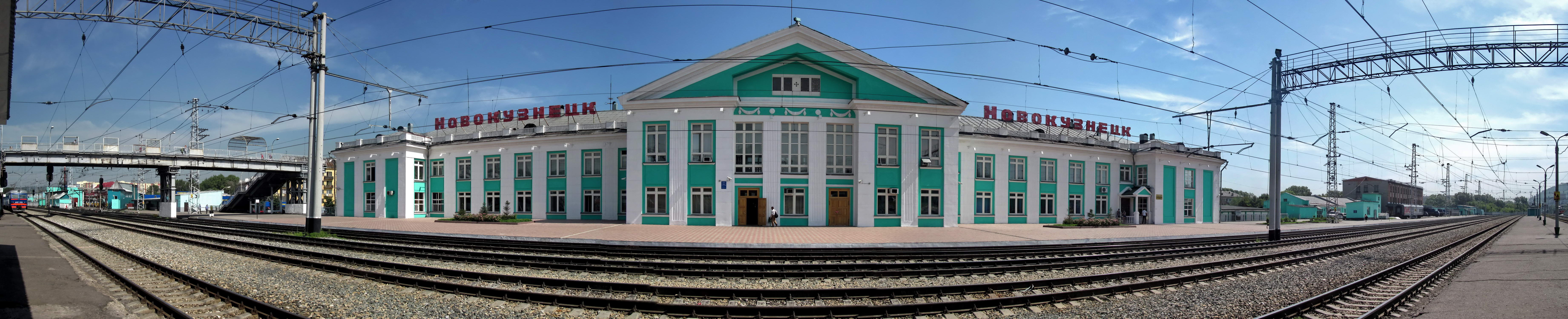
Новокузнецк-Пассажирский (станция)

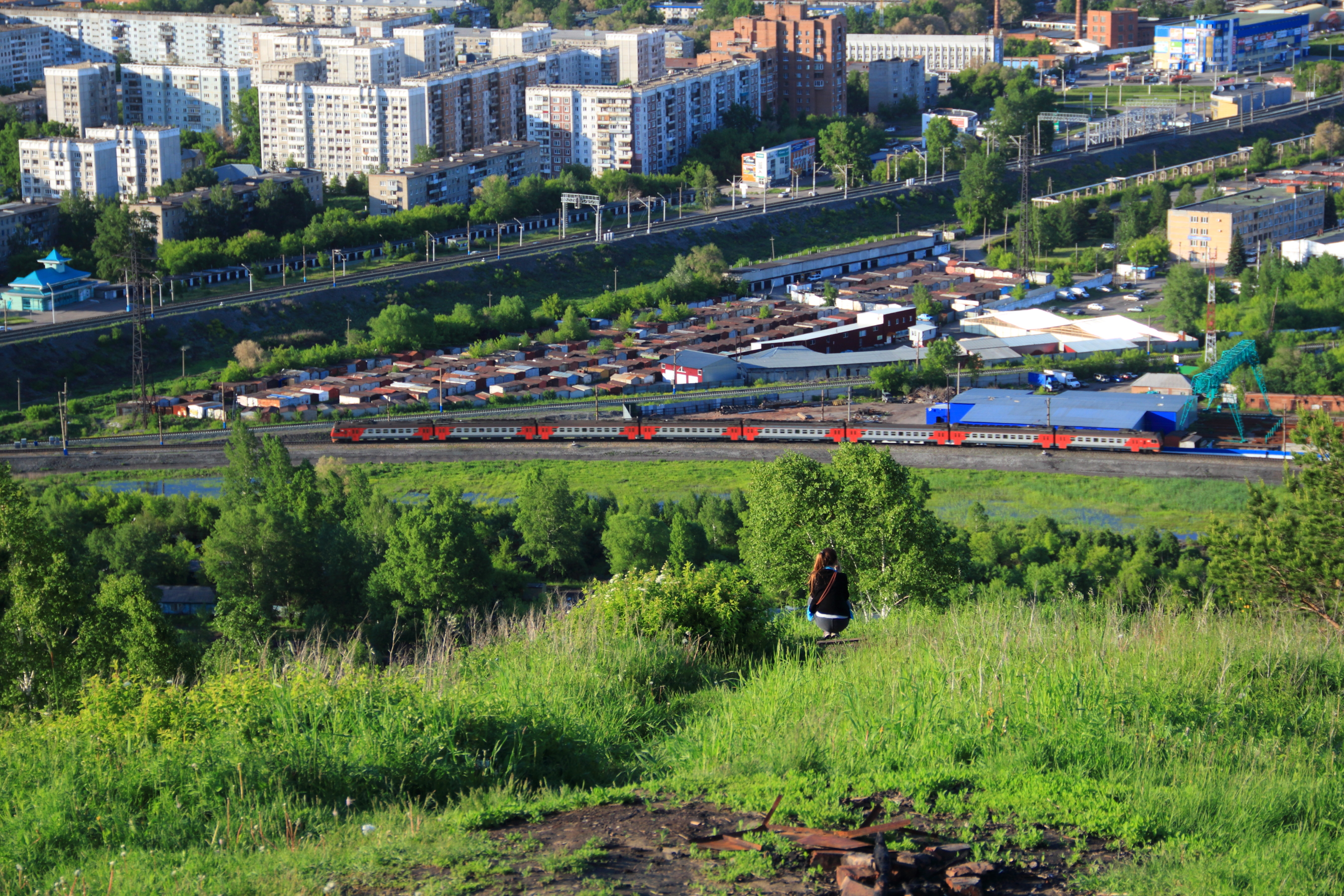
перегон 383 км-Новокузнецк-Пассажирский

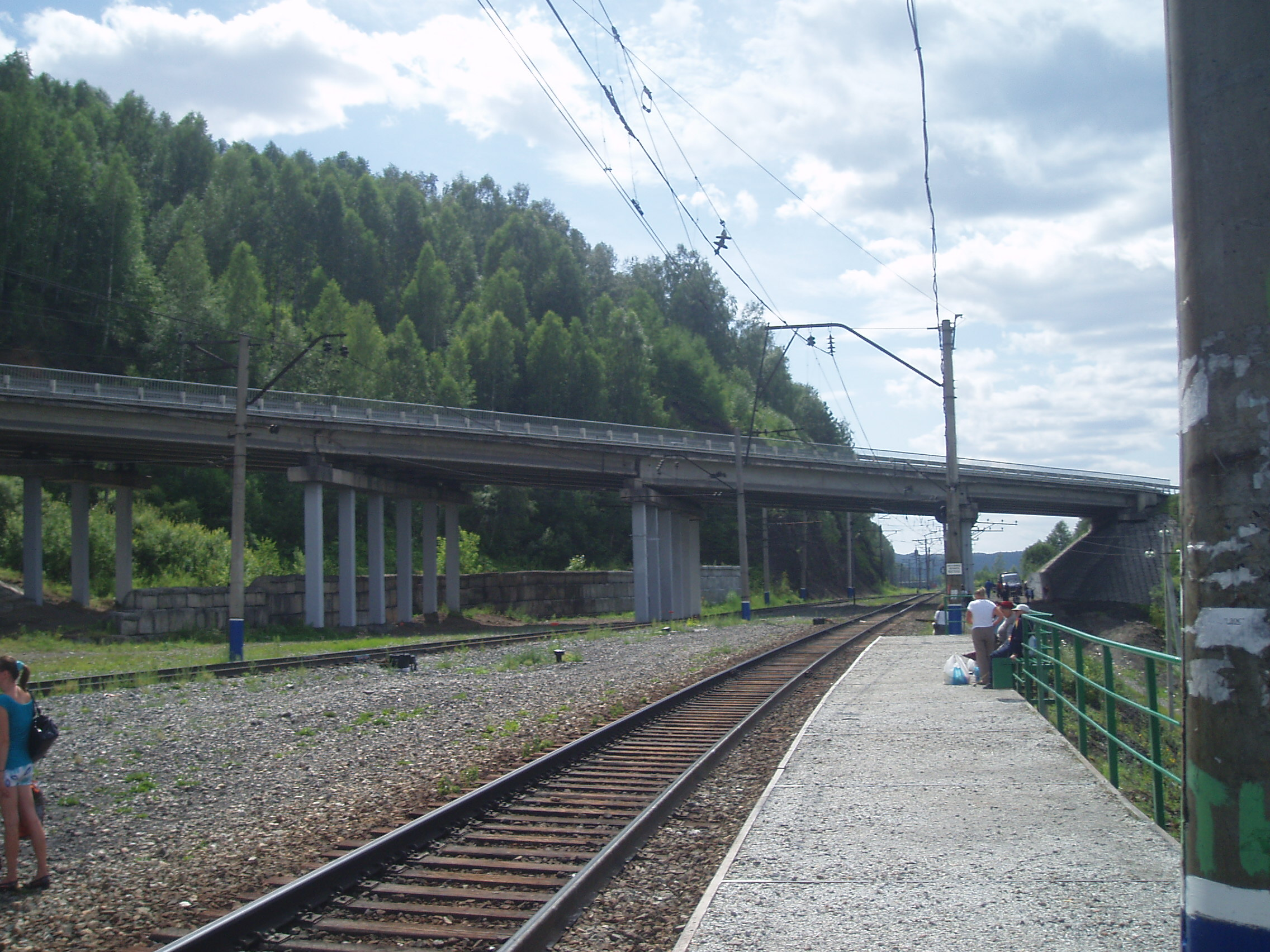
о.п. Родники

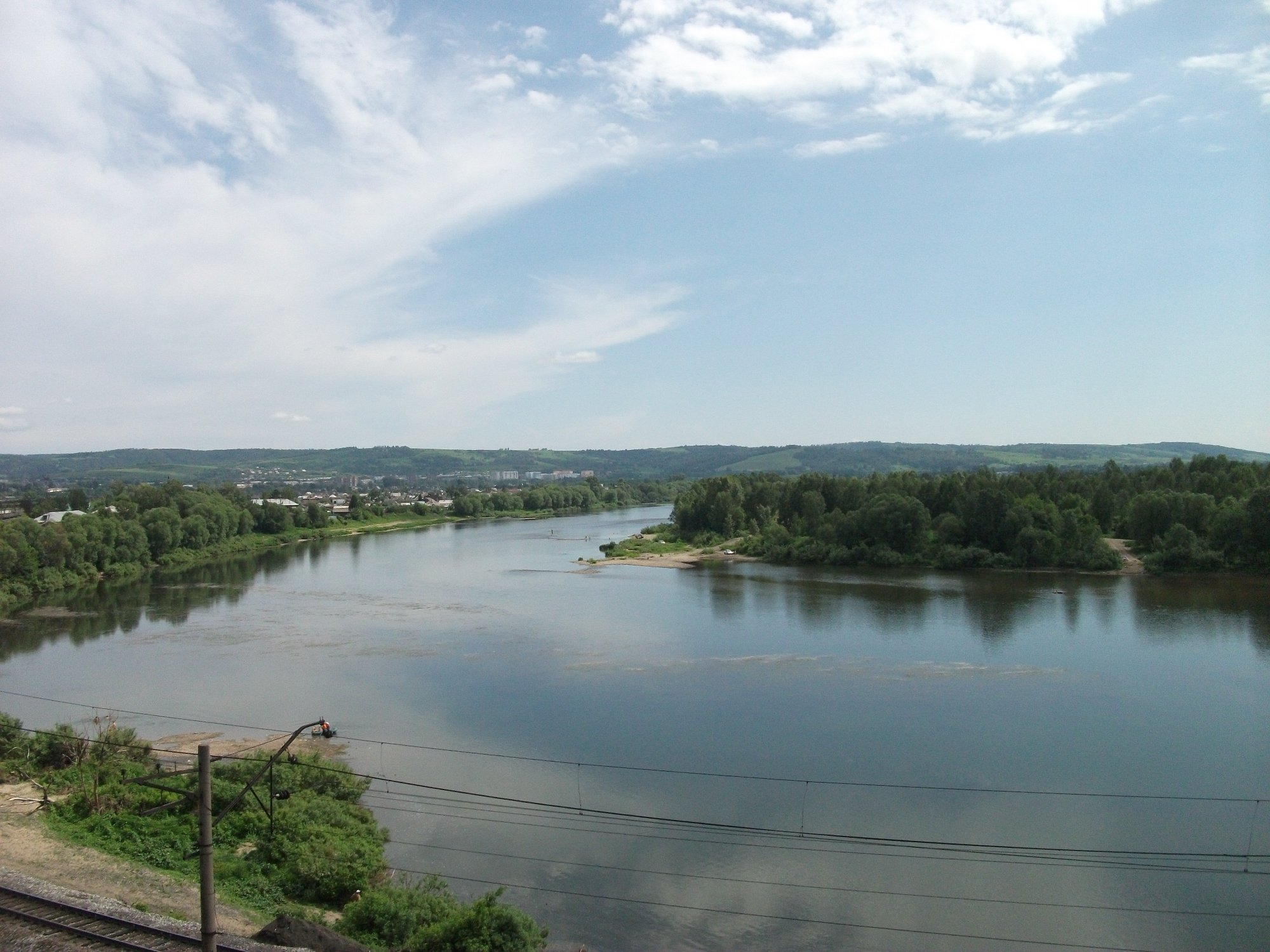
Кондома рядом с Осинниками

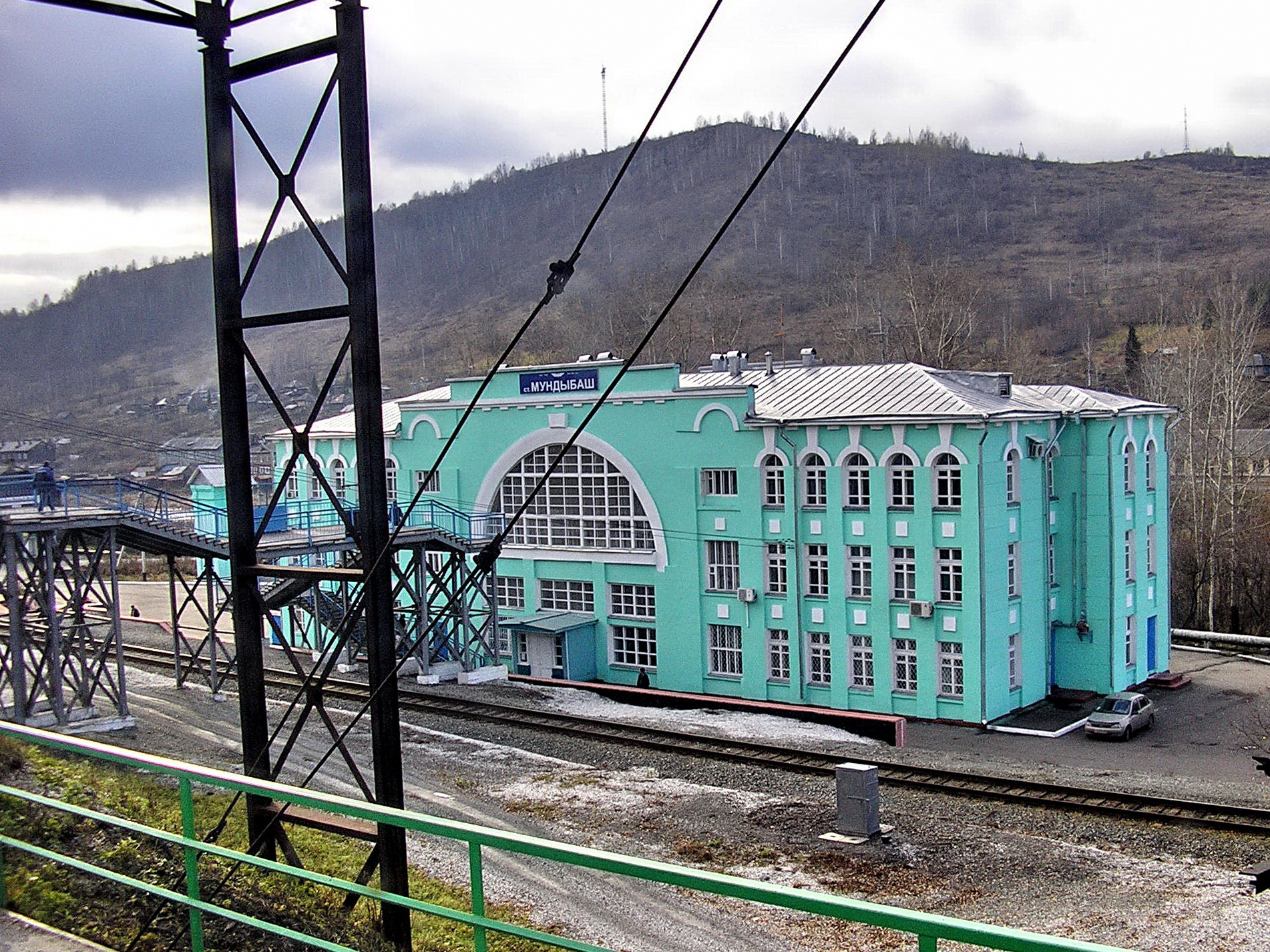
Мундыбаш

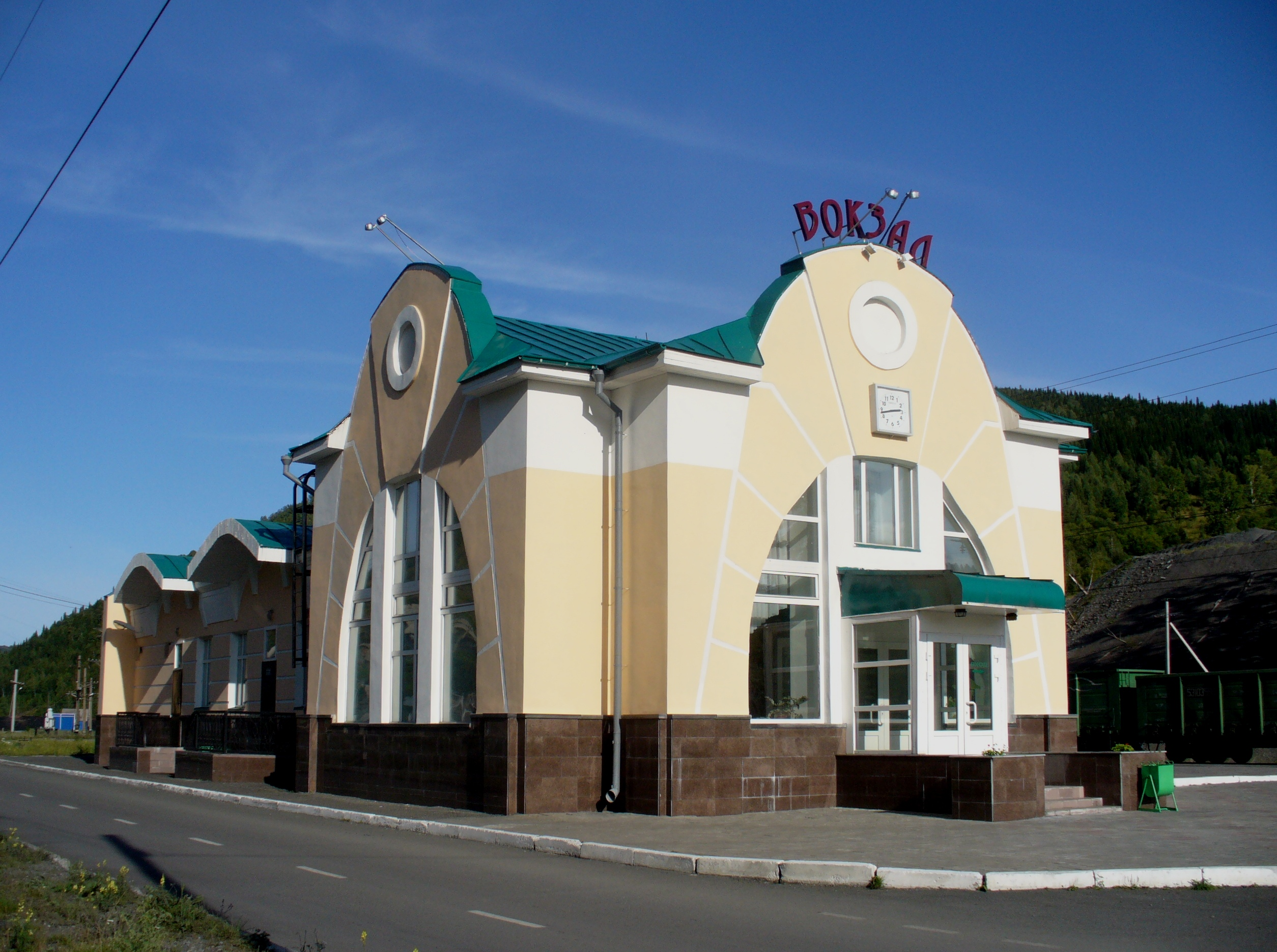
Вокзал станции Таштагол

В 1914 году в связи с открытием рудных и угольных месторождений акционерное общество «Копикуз» решило строить железную дорогу к Тельбесу. Первый участок был спроектирован в 1914 до нынешней платформы Красная Горка и далее по левому берегу Кондомы. В 1929 началось строительство железной дороги к Южному Кузбассу. Строительство дороги велось силами заключённых Горношорского лагеря. К 1932 железная дорога дошла до станции Кандалеп (Осинники). К 1936 году построена линия от Кандалепа до Мундыбаша, к 1940 году железная дорога дошла до Таштагола, в том же году построены ветви на Ахпун. В 1945 построена железная дорога через Шалым на Шерегеш (до 1958 узкоколейная , в 1956 на Каз, а в 1973 — ветвь до Абагура-Лесного. С 1969 электрифицирована линия от Новокузнецка до Мундыбаша на постоянном токе 3000В, а в 1970 — от Мундыбаша до Таштагола. В 1971 году электрифицированы участки Учулен — Ахпун, Тенеш — Каз, Кондома — Шерегеш, в 1973 ветка Абагуровский — Абагур Лесной.
Участок Новокузнецк — Мундыбаш обслуживался депо ст. Новокузнецк, участок Мундыбаш — Ахпун — желдорцехом Мундыбашской аглофабрики. Далее депо начало обслуживать участок Мундыбаш — Чугунаш. Участок Чугунаш — Таштагол обслуживался силами горнорудного управления КМК. В сторону Чугунаша в 1943 году ходило 4 товарных поезда и 1 пассажирский, в сторону Таштагола — 2 поезда. С 1955 года перевозки по маршруту Кондома — Таштагол и Кондома — Шерегеш осуществляет коллектив оборотного депо Кондома. С 1961 года начинается переход на тепловозную тягу. С 1969 после электрификации дорога обслуживается депо ст. Новокузнецк.

## Описание
После 1924 года в связи с строительством угольных и металлургических объектов, была создана ветка от Транссиба Юрга — Топки — Белово (217) — Артышта (240) — Кузнецк — Таштагол (510). К 1938 Горно-Шорская железная дорога была построена. Часть кузбасской магистрали от Новокузнецка составляли Южно-Кузбасскую железную дорогу. Дорога начинается от Новокузнецка. Первые 50 км линии находятся около реки Кондома, где много дачных посёлков жителей Новокузнецка. От Малиновки до Мундыбаша линия идет по узкой полосе в долине между горами и рекой. От Мундыбаша до Таштагола линия проходит по малонаселённым местам, посёлки расположены в нескольких километрах от линии. 
Участок Мундыбаш — Таштагол имеет расчётный подъём 16 % в нечётном направлении и 19 % в чётном направлении.

## Соседи
Кузбасская магистраль, Томусинский участок Южносибирской магистрали (Новокузнецк — Абакан — Тайшет). Ветка от Новокузнецка-Восточного и от Абагура. Ветвь на ЗСМК от 383 км.
С 1940 по 1980 года от станции Алгаин отходила узкоколейная железная дорога до поселка Амзас с веткой до поселка Центральный.

## Достопримечательности
Проходит у нескольких предприятий: Южно-Кузбасской ГРЭС, Абагурской аглофабрики, Мундыбашской аглофабрики (ликвидирована) Калтанского тепличного комбината.
Видны достопримечательности Кузедеева — Липовый остров.
Видно церкви в Новокузнецке, Осинниках, Калтане, Мундыбаше, Темиртау. Соколиные горы у станции Новокузнецк-Восточный.
Пересекает объездную дорогу Новокузнецка в районе о. п. Родники, из Мундыбаша в Таштагол. Имеются регулируемые переезды: дорога из Осинников до Сосновки (405 км), выезд из Калтана в Малышев Лог, из Калтана в Сарбалу, выезд из Сарбалы.
Паровоз-памятник на горе Семафорной около Мундыбаша.
Мост через Кондому (400 м) между Красной Горкой и Абагуровским разъездом.
Пешеходные мосты через станции Новокузнецк-Пассажирский, Новокузнецк-Восточный, Осинники, Мундыбаш.

## Остановочные пункты
Основание остановок: 1932 — Абагуровский, Осинники. 1936 — Кузедеево, Осман, Ахпун. 1940 — Шушталеп, Учулен, Алгаин, Чугунаш, Таштагол. 1942 — Каштау. 1949 — Калтан. 1952 — Калары, Кондома. 1953 — Малиновка. 1957 — Новокузнецк-Восточный. 1958 — Смирновка, Ашмарино. 1961 — Тенеш. 1963 — Шерегеш. 1965 — Каз. 1968 — Кузнецкий Артек. 1970 — Пионерлагерь. 1975 — 428 км. 1986- Родники, Комсомольская площадка (до 1990).
Станции по классам: внеклассный — Новокузнецк-Восточный, 1 — Новокузнецк; 2 — Малиновка; Мундыбаш ; 3 — разъезд 396 км, Осинники, Калтан, Каз, Кондома, Шерегеш, Таштагол; 4 — Ахпун; 5 — Абагуровский, Осман, Учулен, Тенеш, Алгаин, Калары, Чугунаш.

## Маршруты поездов
Электрички
- Новокузнецк — Таштагол — Новокузнецк (по чётным числам)
- Новокузнецк — Ахпун — Новокузнецк (2 раза в день)
- Новокузнецк — Мундыбаш — Новокузнецк (3 по 2 раза в день)
- Новокузнецк — Малиновка — Новокузнецк (3 раза в день)

Ранее ходили пассажирские поезда Новокузнецк — Таштагол и Кемерово — Таштагол — Кемерово. Имелись маршруты электричек до 398 км, Осинников, Калтана, Сарбалы, Кузедеева, Османа, Учулена, Тенеша.
С 1980 по 1990 по железной дороге курсировали туристические поезда до Тенеша (до 1987) и Чугунаша (с 1987).

## Эксплуатация
- Калтанская дистанция электроснабжения
- Дистанция пути ПЧ-33(Новокузнецк) до станции Таштагол

## Интересные факты
В поезде Ленинград-Шерегеш в 1964 году Юрием Кукиным была написана песня За туманом.